# 二甲醚
二甲醚（英語：dimethyl ether，分子式: C2H6O，示性式：CH3OCH3, DME）又称作甲醚、甲氧基甲烷，是最简单的脂肪醚。它是二分子甲醇脱水缩合的衍生物。室温下为无色、无毒，有轻微醚香味的气体或压缩液体。是一种重要的有机化工产品和化学中间体。

## 性质
二甲醚在空气中十分稳定，无腐蚀性，微毒，不致癌。混溶性很好，可以和大多数极性和非极性有机溶剂混溶。
作为一种重要的化学中间体，二甲醚在催化剂存在下与苯发生烷基化反应。与一氧化碳反应生成乙酸甲酯；同系化反应还可以生成乙酸乙酯、乙酸酐。与二氧化碳反应生成甲氧基乙酸。与发烟硫酸或三氧化硫反应生成硫酸二甲酯。与氰化氢反应生成乙腈。

## 制备
实验室中一般使用原甲酸三甲酯，以氯化铁为催化剂製得。或用碳酸甲酯钠在320℃热分解得到。高纯度的DME通过威廉逊合成法用碘甲烷和甲醇钠反应制备。该反应条件苛刻，必须在无水条件下反应.
工业上，DME最早是从合成甲醇的副产物中分离回收。之后二甲醚的生产方法主要有两步法（甲醇脱水成二甲醚）和一步法（合成气直接合成二甲醚）。此外还有从二氧化碳和生物质制备二甲醚的方法。

### 两步法
两步法先由合成气制成甲醇，再在催化剂存在下，通过甲醇液相脱水或气相脱水生成二甲醚。这种方法操作简单，产品纯度高。其化学反应式如下：
{\displaystyle {\rm {2CH_{3}OH\to CH_{3}OCH_{3}+H_{2}O-23.4kJ\!/\!mol}}}
这种工艺方法最早使用浓硫酸使甲醇脱水制得二甲醚，反应在液相中进行。反应温度低，转化率和选择性好，但是有腐蚀问题和环境污染问题。
1965年美国美孚公司和意大利ESSO公司开发了气相甲醇脱水技术，分别使用ZSM-5分子筛和负载金属的硅酸铝作为催化剂。此后又有许多研究者相继开发了使用γ-氧化铝、沸石、二氧化硅/氧化铝、阳离子交换树脂等各种催化剂的气相脱水工艺。
但是气相甲醇脱水的大量放热，维持反应温度是一个关键。因此大多工艺对于反应器的设计有具体要求。
两步法反应条件温和，副反应少，二甲醚选择性高，反应器简单，产品纯度高，但是如果从合成气开始制备，生产流程长，成本高，而且即使直接购买甲醇合成，也容易受到甲醇价格的影响。

### 一步法
一步法是通过合成气，在一定温度压力和双功能催化剂作用下，一步合成二甲醚的工艺，是1990年代以后逐渐成熟的技术。又可以分为两相法和三相法。
两相法通过气固相反应器，合成气在固体催化剂表面进行反应。三相法则引入惰性溶剂，使合成气在悬浮于惰性溶剂中的催化剂表面反应，一般称为浆态床法。
化学反应式如下：
{\displaystyle {\rm {CO+2H_{2}\to CH_{3}OH-90.8kJ\!/\!mol}}}
{\displaystyle {\rm {2CH_{3}OH\to CH_{3}OCH_{3}+H_{2}O-23.4kJ\!/\!mol}}}
{\displaystyle {\rm {CO+H_{2}O\to CO_{2}+H_{2}-40.9kJ\!/\!mol}}}
相比于两步法，这种方法放热量更大，对于反应器的设计有更高的要求。
一步法流程简单，成本低，适合大规模生产，但是反应器结构和产物后处理过程比较复杂，产品纯度比较低。

### 其他
通过二氧化碳加氢直接合成二甲醚是一个还处在探索阶段的研究，二氧化碳的转化率和二甲醚选择性还比较低。
生物质一步法合成二甲醚也处于探索阶段。所使用生物质包括了农业废弃物和城市生活垃圾等。

## 用途
二甲醚具有优良的燃烧特性，十六烷值高，而且污染少，对大气臭氧层无损害，在对流层中容易降解。可广泛用于汽车燃料。
二甲醚可以用作气雾剂的推进剂、发泡剂、溶剂、萃取剂等。高浓度的DME可以用作麻醉剂。
作为氟利昂的替代品也用于制冷剂中。

### 二甲醚燃料

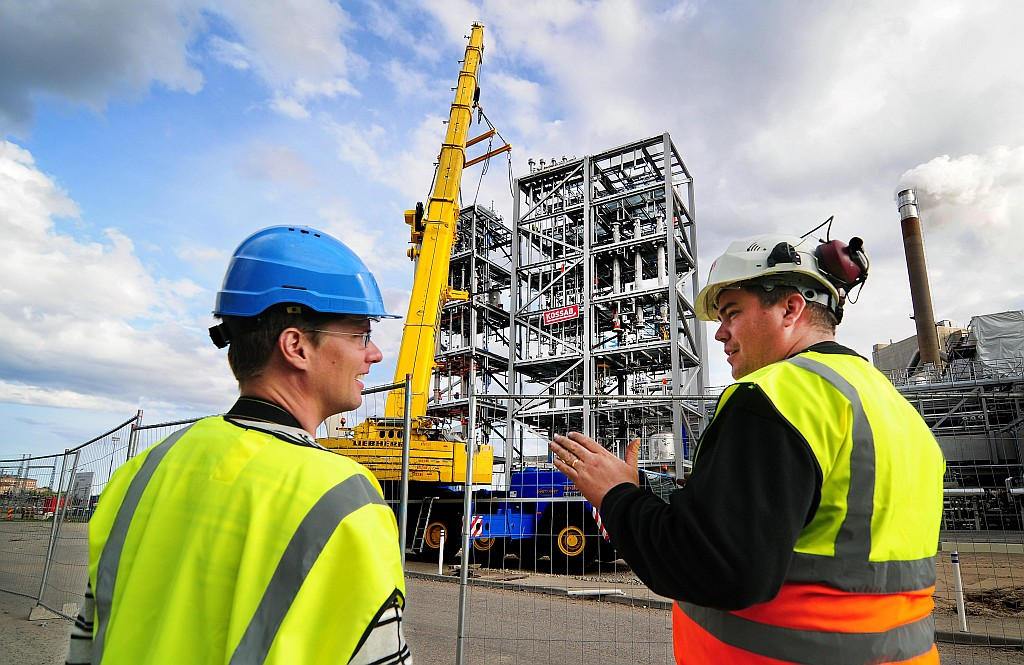
Chemrec公司的试验设施安装第二代生物燃料BioDME的合成塔

二甲醚一个重要的应用就是作为替代柴油和液化石油气的替代燃料。二甲醚的十六烷值高达55。相比，石油中提炼的柴油的十六烷值为40~53。
作为柴油替代品，二甲醚被认为是柴油发动机最洁净的替代燃料，可以降低氮氧化物的排放，实现无烟燃烧，降低发动机噪音，排放的尾气可以达到美国（美国2010）的，日本 (日本 2009)的规定的超低尾气排放标准和欧盟规定的欧5排放标准要求。美孚石油（Mobil）是正在使用二甲醚在甲醇转化汽油的过程。
二甲醚正在被开发成为一种合成的第二代生物燃料（BioDME），它可以从木质纤维素生物质来制造。目前，欧盟正在考虑BioDME用在其潜在的生物燃料混合于2030年。沃尔沃集团是欧洲共同体第七框架计划项目BioDME的协调员。其中，位于瑞典皮特奥的基于黑液气化Chemrec公司的BioDME试验工厂即将竣工。
作为民用液化石油气替代品，它的贮存、运输的安全性比液化石油气好，而且燃烧完全，没有残液和黑烟，被视为是一种清洁燃料，但是在其被掺入液化石油气中，或使用液化石油气灶具燃烧后，有发生灶具或炊具腐蚀的报道，中国国家质检总局禁止将其混入民用液化石油气中使用。此外，二甲醚也可以作为车用的液化石油气替代品。